# Котелевська фортеця
Котелевська фортеця — фортеця містечка Котельва (нині районний центр Полтавської області), що існувала у XVII—XVIII століттях.
Фортеця була споруджена на початку XVII століття на березі річки Котельви для захисту східних кордонів Речі Посполитої від московитів. Укріплення первісно складалися із земляного валу з ровом, палісаду та, ймовірно, 8 дерев'яних башт. З трьох боків оточувалася річкою.
Під час Північної війни (1709) фортеця, як не належним чином обладнана, зазнала руйнувань.  
У 1718 році цитадель у Котельві капітально відбудовують. Вона мала п'ятикутну форму. Довжина огорожі фортеці приблизно дорівнювала 1452 м,  товщина у верхній частині 2,55 м, стіни були подвійні «плетені». Поверху стін були встановлені тури — конічної форми лозяні коші, засипані землею. По кутах укріплення розташовувались 4 ворітні (проїзні башти) заввишки 5,4 м, завширшки 4,32 м кожна, які разом із кутовими бастіонами (захисними спорудами п'ятикутної форми), що складалися із земляних валів, посилювали потужність фортеці.
На території Котелевської фортеці розміщувалося 2 церкви, близько 200 дворів. 
Збереглися свідчення, що укріплення Котелевської фортеці підтримувалися у задовільному стані ще в 1768 році. Наприкінці XVIII століття Котелевська фортеця занепала.